# Большой Кожвож
Большой Кожвож (мар. Кугу Кожвож) — деревня в Звениговском районе Республики Марий Эл, в России. Входит в Кужмарское сельское поселение.

## География
Находится в южной части республики Марий Эл на расстоянии приблизительно 19 км по прямой на север-северо-восток от районного центра города Звенигово.

## История
Упоминается с 1859 года как околоток с 19 дворами и 119 жителями. Позднее жителей было 179 (1897 год), 383 (1923 год). В советское время работали колхозы имени 14-летия РККА, имени Сталина, имени Карла Маркса, промартель «Салют».

## Население
| 2002 | 2010 |
| ---- | ---- |
| 160  | →160 |

Население составляло 160 человек (мари 96 %) в 2002 году, 160 в 2010.